# خيرمان كونتي
خيرمان كونتي (بالإسبانية: Germán Conti)‏ (3 يونيو 1994 بسانتا في في الأرجنتين - ) هو لاعب كرة قدم أرجنتيني في مركز الدفاع. لعب مع نادي أتليتيكو كولون.

## وصلات خارجية
- خيرمان كونتي على موقع قاعدة بيانات كرة القدم.إي يو (الإنجليزية)
- خيرمان كونتي على موقع ليكيب (الفرنسية)
- خيرمان كونتي على موقع Soccerway.com (الإنجليزية)
- خيرمان كونتي على موقع عالم كرة القدم.نت (الإنجليزية)